# Egon Matijević
Egon Matijević (Otočac, 27. travnja 1922. – Potsdam, New York, 20. srpnja 2016.),  hrvatsko-američki kemičar. Na međunarodnoj razini se etablirao kao jedan od vodećih koloidnih kemičara. Spada među najznačajnije hrvatskih kemičare druge polovice 20. stoljeća.

## Biografija
Rodio se je u Otočcu, a srednju školu pohađao je u Osijeku. Diplomirao je kemijsko inženjerstvo na Tehnološkom fakultetu Sveučilišta u Zagrebu 1944. godine. Stječe doktorat iz kemije na Sveučilištu u Zagrebu 1948. godine.
Znanstvenim se radom počeo baviti na Prirodoslovno-matematičkom fakultetu u Zagrebu gdje je surađivao s Božom Težakom, stručnjakom za koloidnu kemiju. 1956. godine napušta Hrvatsku i odlazi na Sveučilište Cambridge gdje provodi godinu dana kao znanstveni suradnik. Zatim odlazi u SAD na Sveučilište Clarkson na čijem Kemijskom odsjeku ostaje raditi sve do svoje smrti. Već 1962. je postao redovitim profesorom. Dvadesetak godina poslije je postao pročelnikom Kemijskog odjela tog sveučilišta, a tu je dužnost obnašao sve do 1987. godine. 
Njegovi znanstveni radovi se većinom odnose na koloidne čestice, čestice koje se danas uveliko primjenjuju u farmaceutskoj industriji, industiji papira, kod deterdženata, umjetnih keramičkih tvari i druge primjene. Matijevićev znanstveni opus iznosi oko 500 radova.
Još dok je boravio u Hrvatskoj, ostavio je trag u prosvjeti: 1953. je napisao udžbenik iz kemije za 7. razrede gimnazija. Autor je triju knjiga, brojnih stručnih priloga, a predavao je u raznim svjetskim znanstvenim ustanovama i na znanstvenim kongresima, skupivši preko tisuću predavanja. 
Znanstveno surađuje sa znanstvenicima iz Hrvatske. 
Egon Matijević u stalnoj je vezi i znanstvenoj suradnji sa znanstvenicima u Hrvatskoj. Nekoliko mlađih hrvatskih znanstvenika boravilo je i radilo u institutu profesora Matijevića u Potsdamu. 
Smatra se da je Matijević vjerojatno najviše zaslužan što se je Težakova škola koloidne kemije probila na međunarodnom planu gdje je postala priznatom.
Nagrađivan je i dobitnikom je mnoštva priznanja. Ističu se tri počasna doktorata (1998. je godine dobio počasni doktorat Sveučilišta u Zagrebu) te priznanja Američkog kemijskog društva Kendallova nagrada, Langmuirova nagrada i Ilerova nagrada. Hrvatsko kemijsko društvo ga je nagradilo medaljom Bože Težaka.

## Priznanja i nagrade
- 1972 Kendallova nagrada, Američko kemijsko društvo[1]
- 1985 Langmuirova nagrada, Američko kemijsko društvo[1]
- 1993 Illerova nagrada, Američko kemijsko društvo[1]